# Relatório Charney
O Relatório Charney é um documento científico publicado em 1979 que estudou o efeito sobre a temperatura e o clima global do aumento da concentração de gás carbônico na atmosfera. Seu título original é Carbon Dioxide and Climate: A Scientific Assessment (Dióxido de Carbono e Clima: Uma Avaliação Científica), mas tornou-se mais conhecido como Relatório Charney em função do principal pesquisador envolvido, Jule Gregory Charney.
Quando Jimmy Carter assumiu o governo dos Estados Unidos em 1977, o Conselho Presidencial para a Qualidade do Ambiente encomendou um grande estudo sobre as possíveis mudanças na população e no ambiente até o fim do século XX. Durante a pesquisa foram analisados trabalhos indicando que um aumento na concentração atmosférica de gás carbônico, emitido pelas atividades humanas, provavelmente causaria um significativo aumento da temperatura global. Quando os resultados foram levados ao conhecimento do presidente em 1979, a Academia Nacional de Ciências foi chamada para avaliar essa perspectiva, porque Carter tencionava usar o carvão mineral como uma saída para a crise do petróleo, e quando ocorre a queima do carvão é liberada grande quantidade de gás carbônico.
Um grupo de pesquisadores, liderados por Charney, foi incumbido da tarefa. Suas conclusões principais:
- Se as emissões de gás carbônico continuassem nos níveis da época, a concentração na atmosfera dobraria em algum momento da primeira metade do século XXI;
- Isso levaria a um aumento de 1,5 a 4,5 ºC na temperatura média do globo, com um equilíbrio em torno de 3 ºC;
- Todos os modelos climáticos utilizados previram um aumento significativo na temperatura;
- Latitudes mais altas (mais perto dos polos) teriam aumentos maiores na temperatura;
- Mudanças regionais no clima acompanhariam o aquecimento;
- Não há nenhum mecanismo natural conhecido que possa minimizar ou reverter esse processo, mas provavelmente a captura de calor pelo oceano retardaria o efeito final por algumas décadas.

Embora os autores tenham reconhecido que ainda havia muitas incertezas devido aos poucos dados observacionais, ao entendimento fragmentário da ciência do clima e aos primitivos modelos climáticos usados, as previsões do relatório ficaram dentro das estimativas e observações mais atuais.
O relatório fez parte de um grupo de estudos empreendidos na mesma época por diferentes equipes científicas, que trouxeram pela primeira vez a questão do gás carbônico e suas implicações para o aquecimento global para dentro da arena política. Desses estudos, o Relatório Charney tornou-se provavelmente o mais famoso e influente, e é considerado um trabalho notável pela precisão das suas principais previsões, tendo surgido em um período em que os recursos de pesquisa e os dados disponíveis eram ainda muito limitados.